# غار خفاش دهلران
غار خفاش از غارهای استان ایلام است و در نزدیکی شهرستان دهلران قرار دارد. طول این غار ۲۵۵ متر، عرض آن ۳۰ متر و ارتفاع آن ۵۰ متر بوده و به علت زندگی هزاران خفاش در آن به غار خفاش معروف شده‌است. این غار در سه کیلومتری شمال شرقی دهلران در دامنه کوهی مشرف به دره‌شهر و چشمه‌های آب‌گرم دهلران قرار دارد.
ده‌ها گونه از خفاش دمدار و خفاش بال پهن درون غار زندگی می‌کنند. فراوانی خفاش در این غار فرصت خوبی را برای محققان فراهم کرده‌است تا در مورد این پستاندار تحقیق و مطالعه کنند.
درون این غار استالاکتیتها و استالاگمیت‌های فراوان و دهلیزهای وسیعی وجود دارند که عمق تعدادی از آنها به ۴۰۰ متر هم می‌رسد.
غار خفاش در فهرست آثار ملی ایران
ثبت شده‌است و اداره‌کل میراث‌فرهنگی استان ایلام مسئول مراقبت و حفاظت آن است.